# Roquivários
Roquivários foi uma banda de rock portuguesa do início da década de 1980. Formou-se em 1981 e encerrou as suas atividades pouco tempo depois. Teve como seu maior êxito a canção "Cristina (Beleza é Fundamental)".
A banda era formada por Jorge Loução (Beira, Moçambique, 28 de janeiro de 1956 – Setúbal, 26 de janeiro de 2023), Midus (voz e baixo), Mário Gramaço (saxofone e voz), Rabanal (bateria ex- Aranha), Luís Jorge Loução (guitarra) e Paulo Corval (baixo).